# William Cavendish (1er duc de Devonshire)
Pour les articles homonymes, voir William Cavendish.
William Cavendish est un homme d'État anglais, attaché au parti Whig, né le 25 janvier 1640 à Londres, où il est décédé le 18 août 1707. 
Il porte les titres de 4e comte puis de 1er duc de Devonshire, et de chevalier de la Jarretière, et est membre du Conseil privé.

## Biographie
William Cavendish est le fils de William Cavendish, 3e comte de Devonshire, et de Lady Elizabeth Cecil.
William Cavendish est élu au parlement anglais pour la circonscription de Derby en 1661. Membre du parti Whig sous les règnes de Charles II et de Jacques II, il est l'un des meneurs du parti hostile à la Cour et aux catholiques au sein de la Chambre des communes, où il est alors connu sous le nom de Lord Cavendish. Il est l'un des plus fervents soutiens de la Glorieuse Révolution en 1688 qui renverse Jacques II et place Guillaume d'Orange sur le trône, il fait partie des Sept immortels qui signent l'invitation à Guillaume. Après la révolution, il est l'une des figures marquantes du parti Whig, servant Guillaume III en tant que Lord Steward.
En récompense de ses services, il est créé duc de Devonshire (1694) et marquis d'Hartington. Il reconstruit la propriété de Chatsworth House. Il est célèbre, en son temps, pour être un grand séducteur.
Il est, sous la reine Anne, un des commissaires chargés d'effectuer la réunion de l'Écosse à l'Angleterre.

## Honneurs et postérité
Plusieurs bâtiments de la Royal Navy ont été nommés HMS Devonshire en son honneur.
Cavendish reçoit un Master in Arts honoraire de l'université de Cambridge en 1705.

## Mariage et descendance
Il épouse Lady Mary Butler (1646–1710), fille de James Butler (1er duc d'Ormonde) et de sa femme, Lady Elizabeth Preston, le 26 octobre 1662.
De ce mariage, naissent quatre enfants :
- Lady Elizabeth Cavendish (1670–1741), elle épouse Sir John Wentworth, 1er baronnet de North Elmsal, avec descendance ;
- William Cavendish (2e duc de Devonshire) (né vers 1672 – mort le 4 juin 1729) ;
- Lord Henry Cavendish (1673-1700) ;
- Lord James Cavendish (député).

## Source
- (en) Cet article est partiellement ou en totalité issu de l’article de Wikipédia en anglais intitulé « William Cavendish, 1st Duke of Devonshire » (voir la liste des auteurs).

Cet article comprend des extraits du Dictionnaire Bouillet. Il est possible de supprimer cette indication, si le texte reflète le savoir actuel sur ce thème, si les sources sont citées, s'il satisfait aux exigences linguistiques actuelles et s'il ne contient pas de propos qui vont à l'encontre des règles de neutralité de Wikipédia.